# Eupithecia gibsonata
Eupithecia gibsonata är en fjärilsart som beskrevs av Taylor 1910. Eupithecia gibsonata ingår i släktet Eupithecia och familjen mätare. Inga underarter finns listade i Catalogue of Life.